# 美しき青木・ド・ナウ
美しき青木ド・ナウ（うつくしきあおきド・ナウ）は、テレビ朝日系で毎週火曜0:15〜0:45（月曜深夜、ネオネオバラエティ枠。2008年4月8日より枠移動）に放送されていたバラエティ番組。2006年10月3日の番組開始から2008年4月1日までの放送時間は、毎週火曜日0:45 - 1:15（ネオバラエティ第3部）だった。

## 概要
タイトルは、ヨハン・シュトラウス2世のワルツ「美しき青きドナウ」と青木さやかを引っかけたもの。番組名表記は、タイトルロゴ「美しき青木ド・ナウ」、テレビ朝日公式サイト番組表「美しき青木・ド・ナウ」と、「青木」と「ド」の間に「・」が入るかどうかが微妙に異なる。番組の公式サイトについては、ネオバラエティ第3部時代は後者で表記していたが、ネオネオバラエティ移行に伴うサイト全面リニューアルに伴い前者の表記に変わった。
初期は、働く女性にスポットを当て、毎週ひとつの職種を取り上げ、その仕事にまつわるアンケート結果の紹介や密着取材を交えながら、その仕事に携わる女性1名と青木・女性ゲスト2名が「グータンヌーボ」のようなスタイルでぶっちゃけトークをするという番組だった。
だが、2006年12月26日に60分枠スペシャルで放映された「愛され女子検定」企画をきっかけに番組は方向転換を始め、初期のスタイルの企画は翌年3月6日に放送された「女のぶっちゃけ総ざらいSP」で終了。入れ替わりに、青木やゲストのキャラクターを前面に押し出した企画が中心となって現在に至る。
2008年10月4日、土曜日23:00からの枠で1時間スペシャルが放映された。内容は「女の御冠裁判」と「御冠」の2本立て。
3年間続いた番組であったが、青木さやかの産休により番組継続が困難な状況となったという理由で（実際は深夜枠の大改編でネオネオバラエティ枠が消滅したことによる）2009年9月29日をもって放送を終了した。
2009年12月29日にレギュラー放送終了後初の復活特番が放送された。

### 放送時間の変遷
| 放送期間   | 放送期間   | 放送時間（JST）                        |
| ---------- | ---------- | -------------------------------------- |
| 2006.10.03 | 2008.04.01 | 火曜日 0:45 - 1:15（月曜日深夜、30分） |
| 2008.04.08 | 2009.09.29 | 火曜日 0:15 - 0:45（月曜日深夜、30分） |

## レギュラー出演者
- 青木さやか
- ビビる大木（案内役。画面に映らない回ではナレーションを担当。ただし、ネオネオバラエティ移行後「緊急企画」と題したロケ企画には全く出演しないこともある）

## 2007年以降の主な企画
「愛され女子検定」「御冠」「ホメゴロシアム」「女のDEAD or ALIVE」「御冠裁判」「ちょいピンチ脱出マニュアル!」など、前半・後半の2週に分けて放映される企画もある。

### 女のDEAD or ALIVE
「ある恋愛中の場面で、どのような対応をするか」について二者択一のお題が提示される。青木と女性ゲスト5名は、自分の意見に近いほうの選択肢を選びディベートをしあう。ディベートにより意見が変わった場合は、答えの変更をしてもよい。そのディベートを踏まえ「女性として魅力ある行動はどちらか」を一般女性31名に投票させる。得票数が多い選択肢のグループにいた出演者は1ポイントを獲得。これを何問か繰り返して獲得ポイント数を競い、最もポイント数が多かった人は「品格クイーン」の称号を受ける。ビビる大木は司会進行を担当。

### 御冠（おかんむり）
青木とゲスト5名が、日頃から怒りや不平不満を感じる事象を一人ずつプレゼンテーションする。プレゼンテーター以外は、怒りや不平不満に共感した場合、手元の瓦ボタンを連打する。これは「トリビアの泉 〜素晴らしきムダ知識〜」における「へぇボタン」のような役割である。そして、その回で最も瓦が連打された数が多かったプレゼンテーターは、賞品として、イライラ防止に役立つと言われるカルシウムが多く含まれている煮干しが贈呈される。プレゼンテーション終了後、怒りのターゲットにされた企業・団体に、怒りや不平不満を感じる事象についてその理由を取材したフォローVTRが流れることもある。
ネオバラ第3部時代からの企画で、当初は進行役を設けず車座になって語り合う形式で進められていたが、ネオネオバラエティ枠に移動してからは、プレゼンテーション中にVTRによる補足が挿入されたり、青木が座の進行役を務めたりするようになった。また、ネオネオバラエティ枠に引っ越してからしばらくして、賞品が贈呈されなくなった。

### 御冠裁判
ゲスト3組が、日頃から怒りや不平不満を感じる事象を一人ずつプレゼンテーションする。青木は弁護人としてゲストのプレゼンテーションを補佐する。それに対し、ビビる大木ら3名による「怒りバスターズ」が反論。ゲスト・青木vs.怒りバスターズとの議論を踏まえ、裁判員9人のうち過半数以上の賛同を得ることができたゲストには慰謝料という名目で金一封が支払われる。ネオネオバラエティ枠に移動してから始まった企画で、2008年10月以降は放送されなくなっている。

### 女の御冠裁判
2008年10月4日（スペシャル）・2008年10月14日（通常回）で、前後編に分けて放映された特別企画。女性ゲスト7名（杏さゆり、misono、ユリーカ、森下千里、ユリサ、眞鍋かをり、優木まおみ）が恋愛に関する怒りや不平不満を一人一人プレゼンテーションし、怒りバスターズ（ビビる大木、ペナルティ・ヒデ、ケンドーコバヤシ、小島よしお）が反論するというもの。10月4日放映回では、怒りバスターズ側の証人（サプライズゲスト）として、ユリサの元彼氏が登場した。

### ちょいピンチ脱出マニュアル!
2008年11月11日放映回からスタート。青木の持ち込み企画。ちょっとしたピンチの場面をいかに切り抜けるかの具体策を、芸能人が脱出方法を寸劇でプレゼンテーションするもの。その案をゲスト審査員3名が「脱出」と判定したらマニュアルに採用、番組公式サイトで公開されるが、1人でも「イマイチ」がいたら不採用という扱い。
初回は日常生活のさまざまな場面がテーマになっていたが、2009年1月6日・1月16日からは恋愛場面に限定されるようになった。プレゼン担当はすべて男性、審査員はすべて女性に変わり、判定も「許せる」「ドボン」に変更。青木は初回のみプレゼンに参加、2009年からは寸劇の「彼女」役、およびビビる大木と司会進行を担当。

### セラピー青木 ～癒しのメロディ届けます～
2008年12月2日の回からスタート。青木が「セラピー青木」と名乗り、悩める芸能人の自宅に押しかけて相談を受ける。最後に、その芸能人にとって思い出となっている楽曲を、癒しを施すと言う名目で、セラピー青木がピアノ（実際はキーボードで代用）で演奏する。通常、1回の放送で2組のゲストがセラピー青木のカウンセリングを受ける。

### RECOMMEND 5
2009年2月10日の回からスタート。依頼人ゲストの要望にこたえ、青木を含むレコメンダー（推薦人）5名が最適と思う品をプレゼンテーションする。ビビる大木は司会進行を担当。
原型は、2008年12月9日放映回の、青木持ち込みによる緊急企画「青木さやか35歳が今観るべき映画」。このときは青木が依頼人だった。

### 緊急検証!! ゆうこりんは男の年収がわかるのか!?
2008年7月15日放映回で、「女のDEAD or ALIVE」企画に出演していた小倉優子が「男性の収入は見ただけで大体わかる」と発言。その真偽を検証するために実施されたロケ企画で、2008年9月23日に放映された。内容は、別々の職業を営む初対面の男性5名（石神秀幸・坂本一生を含む）と小倉が個別に面談し、その面談だけで各男性の年収を値踏みするというもの。結果、順位はパーフェクト、金額は第1・2位がほぼピタリ、3位以降も誤差100～150万円という高精度の成績を残し、立会人の青木と西川史子を唖然とさせた。
なお、この回は、ビビる大木が声の出演も含めて全く本編に登場しなかった初めての回である。

### さやかwalker
2008年11月4日放映回。高円寺あづま通り商店街から番組に商店街PRの依頼があったことを受け、「どこ見てんのよ! いいとこあるじゃない!」と題し、青木が商店街の店をめぐって訪問ロケする企画。この回はナレーションも青木が担当した。

### ビビる大木 運命の女性とお見合い
2009年2月17日に緊急企画として放映されたもの。男女関係の噂が全く聞こえてこないビビる大木を青木が心配し、どっきり形式で実行された。タレント名鑑に掲載されている女性から、現在独身・彼氏なしの女性として井口玲音・光岡昌美・服部喜子の3名が選ばれ、ビビる大木とお見合いをした。ビビる大木がメインとなった初めての企画である。進行は青木と、親戚代表としてビビる大木からは「はとこちゃん」と呼ばれている大木優紀アナウンサーが担当。

#### 青木倫理委員会
若手芸人に、危険な下ネタを披露し、1人がランプを点灯させると、「注意」、2人は「警告」、3人になると「放送中止」になり、VTRが止められてしまう。

### ネオバラエティ第3部時代

#### 愛され女子検定
「ある恋愛中の場面で、どのような対応をするか」というお題7～8問に対し、青木と女性ゲスト2名が自分なりの答えをプレゼンし、どれが適切と思うかを男性30名（ゲスト3名+観客27名）に投票させる。得票数を競うことで、最終的に最も男から愛される女性は誰かを決める。ビビる大木は、大木優紀アナウンサーと司会進行を担当。「女のDEAD or ALIVE」の原型ともいえる企画。

#### 4ROOMS
初対面の人と話すことを苦手とする青木を鍛えるための企画。ホテルの4つの部屋が舞台で、各部屋にはこれまで青木と仕事をしたことがない著名人ゲストがいる。青木は各部屋を回り、ゲストと30分ずつ下準備なしでおしゃべりを繰り広げる。青木の予備知識がなくトークが弾まない場合、別室に控えているビビる大木と大木優紀が電話でヒントをくれることがある。トーク終了後、ゲストはノートに感想を記し、青木に好印象を持てば連絡先（携帯電話番号など）を書き添える。

#### 芸能界エコロジー調査
地球環境保護の啓発という名目で、青木と設楽統（バナナマン）が「エコロジーに配慮した生活を送っている」と自称するゲストの自宅を抜き打ちで訪問するロケ企画。自宅の中をチェックし、「環境保護に役立つ」と評価された点があればポイント加点、「環境破壊につながる」と評価された点があればポイント減点。ポイントがマイナスで終わると「エコロジーの大切さを身体で知ってもらう」という名目での罰ゲームがある。

#### ホメゴロシアム
青木と女性ゲスト5名により、トーナメント方式で対戦相手を褒め合い、褒め殺しの技術を競う。ビビる大木はレフリーを担当。

#### 青木結婚緊急生放送
青木が結婚を発表した1週間後の2007年10月30日に放送。ビビる大木・大木優紀アナが司会。電話で新郎が出演した。この回のみハイビジョン制作となった。

#### 青木メインのロケ企画
- 彼氏紹介ツアー - 青木の誕生日を祝う企画として、ゲスト3人が彼氏候補の友人を紹介する。
- 愛されママ検定 - 青木が子供を1日預かり、どれだけうまく面倒を見ることができるかチェックする。
- ブログ企画 - 青木のブログに記された行動を追跡検証する。
- 青木軍団企画 - 青木との食事会に参加している若手芸人を鍛える。
- 交渉人・青木さやか - 視聴者から寄せられた依頼に対し、青木が依頼者に成り代わって交渉する。
- 2008年 芸人青木さやか35歳 何でもやります!! - 青木がリアクション芸を連発する。

## ネット局
| 放送地域       | 放送局                     | 系列           | 放送日時                     | 備考       |
| -------------- | -------------------------- | -------------- | ---------------------------- | ---------- |
| 関東広域圏     | テレビ朝日（EX）〔制作局〕 | テレビ朝日系列 | 火曜 0:15 - 0:45（月曜深夜） | 同時ネット |
| 青森県         | 青森朝日放送（ABA）        | テレビ朝日系列 | 火曜 0:15 - 0:45（月曜深夜） | 同時ネット |
| 秋田県         | 秋田朝日放送（AAB）        | テレビ朝日系列 | 火曜 0:15 - 0:45（月曜深夜） | 同時ネット |
| 岩手県         | 岩手朝日テレビ（IAT）      | テレビ朝日系列 | 火曜 0:15 - 0:45（月曜深夜） | 同時ネット |
| 山形県         | 山形テレビ（YTS）          | テレビ朝日系列 | 火曜 0:15 - 0:45（月曜深夜） | 同時ネット |
| 宮城県         | 東日本放送（KHB）          | テレビ朝日系列 | 火曜 0:15 - 0:45（月曜深夜） | 同時ネット |
| 福島県         | 福島放送（KFB）            | テレビ朝日系列 | 火曜 0:15 - 0:45（月曜深夜） | 同時ネット |
| 新潟県         | 新潟テレビ21（UX）         | テレビ朝日系列 | 火曜 0:15 - 0:45（月曜深夜） | 同時ネット |
| 長野県         | 長野朝日放送（abn）        | テレビ朝日系列 | 火曜 0:15 - 0:45（月曜深夜） | 同時ネット |
| 静岡県         | 静岡朝日テレビ（SATV）     | テレビ朝日系列 | 火曜 0:15 - 0:45（月曜深夜） | 同時ネット |
| 石川県         | 北陸朝日放送（HAB）        | テレビ朝日系列 | 火曜 0:15 - 0:45（月曜深夜） | 同時ネット |
| 中京広域圏     | メ〜テレ（NBN）            | テレビ朝日系列 | 火曜 0:15 - 0:45（月曜深夜） | 同時ネット |
| 香川県・岡山県 | 瀬戸内海放送（KSB）        | テレビ朝日系列 | 火曜 0:15 - 0:45（月曜深夜） | 同時ネット |
| 山口県         | 山口朝日放送（yab）        | テレビ朝日系列 | 火曜 0:15 - 0:45（月曜深夜） | 遅れネット |
| 近畿広域圏     | 朝日放送（ABC）            | テレビ朝日系列 | 火曜 1:26 - 1:56（月曜深夜） | 遅れネット |
| 広島県         | 広島ホームテレビ（HOME）   | テレビ朝日系列 | 日曜 0:30 - 1:00（土曜深夜） | 遅れネット |
| 愛媛県         | 愛媛朝日テレビ（eat）      | テレビ朝日系列 | 金曜 1:16 - 1:46（木曜深夜） | 遅れネット |
| 熊本県         | 熊本朝日放送（KAB）        | テレビ朝日系列 | 土曜17:00 - 17:30            | 遅れネット |
| 福岡県         | 九州朝日放送（KBC）        | テレビ朝日系列 | 火曜 1:15 - 1:45（月曜深夜） | 遅れネット |
| 大分県         | 大分朝日放送（OAB）        | テレビ朝日系列 | 火曜 1:15 - 1:45（月曜深夜） | 遅れネット |
| 鹿児島県       | 鹿児島放送（KKB）          | テレビ朝日系列 | 金曜 1:40 - 2:10（木曜深夜） | 遅れネット |
| 島根県・鳥取県 | 山陰放送（BSS）            | TBS系列        | 不定期                       | 遅れネット |

- IATでは、2006年10月～2007年3月にかけて、土曜16時（変動あり）から放送していたが、「ザ・クイズマンショー」の開始で中断していた時期があった。
- ABCは2009年1月13日放送開始。
- KKBは2009年1月23日放送開始。
- yabは2009年3月31日より上記時間に移動。それまでは日曜1:00 - 1:30（土曜深夜）。
- HOMEは2009年4月12日より上記時間に移動（自社制作番組と枠を交換した形）。それまでは火曜0:10 - 0:40（月曜深夜）。
- eatは2009年5月22日放送開始。

## スタッフ
- 構成：町田裕章、岩本哲也、山田一成、大平尚志、寺田智和
- TD：横関正人（テイクシステムズ）
- カメラ：藤原朋巳（テイクシステムズ）
- 音声：猪俣晃（テイクシステムズ）
- VE：駒井譲（テイクシステムズ）
- 照明：江口義信（共立）
- 美術デザイン：小山晃弘
- 美術進行：高崎絵織（テレビ朝日クリエイト）
- 大道具：濱瀬大輔
- CG：福田隆之、渡部佳宣
- ヘアメイク：川口カツラ店
- スタイリスト：下平純子
- VTR編集：藤森裕太（IMAGICA）
- MA：西尾綾子（IMAGICA）
- 音効：栗田勇児
- 編成：宮田奈苗
- 宣伝：加藤直美
- デスク：坂本あかり
- AD：松延由子、細川大輔
- AP：高梨織江
- ディレクター：近藤創、渡辺浩則、横山健一、佐藤真吾
- プロデューサー：荒井祥之
- ゼネラルプロデューサー・演出：高橋良行（2008年9月～2009年7月まではチーフプロデューサーを担当）
- 制作著作：テレビ朝日

### 過去のスタッフ
- デスク：中川千波
- チーフプロデューサー：板橋順二→藤井智久

## 備考
- テロップフォントや効果音は、火曜日21時で放送されている「ロンドンハーツ」と同じものを使っている。